# Dewi Persik
Dewi Persik lub Dewi Perssik, właśc. Dewi Muria Agung (ur. 16 grudnia 1985 w Jember) – indonezyjska piosenkarka i aktorka. Wykonuje muzykę dangdut.

## Filmografia
Film
| Rok  | Tytuł filmu                | Rola             |
| ---- | -------------------------- | ---------------- |
| 2008 | Tali Pocong Perawan        | Virnie           |
| 2008 | Tiren: Mati Kemaren        | Ranti            |
| 2008 | Ku Tunggu Jandamu          | Persik Wulandari |
| 2008 | Setan Budeg                | Anita            |
| 2009 | Susuk Pocong               | Klien Zul        |
| 2009 | Paku Kuntilanak            | Kuntilanak       |
| 2010 | Tiran: Mati di Ranjang     | Susan            |
| 2010 | Lihat Boleh, Pegang Jangan | Salma            |
| 2011 | Arwah Goyang Jupe-Depe     | Lilis            |
| 2011 | Pacar Hantu Perawan        | Mandy            |
| 2011 | Arwah Kuntilanak Duyung    | Linda            |
| 2012 | Mr. Bean Kesurupan Depe    | Marny            |
| 2013 | Pantai Selatan             | Larasati         |
| 2013 | Bangkit dari Lumpur        | Shakira          |

Telewizja
| Rok       | Tytuł          | Rola         | Kanał  |
| --------- | -------------- | ------------ | ------ |
| 2006–2007 | Mimpi Manis    | Lilis / Desi |        |
| 2009      | Laila          | Laila        |        |
| 2011      | Saudara Oesman |              | Trans7 |
| 2016      | Centini        | Centini      | MNCTV  |
| 2017      | Nadin          | Nadin        | ANTV   |